# اسلام‌شهر آق‌گل
اسلامشهر آق گل شهری در بخش مرکزی شهرستان ملایر استان همدان در ایران است. براساس سرشماری مرکز آمار ایران در سال ۱۳۹۵، جمعیت آن ۴۲۵۱ نفر (۱۱۳۰ خانوار) بوده است.

## موقعیت
فاصله این شهر با شهر ملایر حدود ۴۰ کیلومتر است.